# Leccinum albostipitatum
Bolet orangé des peupliers
Espèce
Leccinum albostipitatum, le Bolet orangé des peupliers, est une espèce de champignons (Fungi) basidiomycètes du genre Leccinum dans la famille des Boletaceae. Il fait partie d'un groupe d'espèces proches comprenant d'autres Leccinum à chapeau orangé. Il est caractérisé par ses mèches blanchâtres et son habitat sous peupliers.

## Taxonomie
Un des noms complets (avec auteur) de ce taxon est Leccinum albostipitatum den Bakker & Noordel..
Certains auteurs lui préfèrent le taxon Leccinum leucopodium ou alors encore Leccinum rufum.

### Noms vulgaires et vernaculaires
Ce taxon porte en français le nom vernaculaire ou normalisé suivant : bolet orangé.
Il est à noter que le terme de "Bolet orangé" constitue un nom vernaculaire utilisé populairement de façon vague et inexacte, pouvant désigner n'importe quel bolet rude (Leccinum) à chapeau de couleur orangée (Leccinum aurantiacum, Leccinum versipelle, Leccinum vulpinum, Leccinum piceinum) de façon assez arbitraire. Ce nom est souvent utilisé en tant que terme passe-partout et approximatif pour faire référence à n'importe laquelle de ces espèces, ce qui rend ardu de savoir à quelle espèce précise l'utilisateur de ce nom fait référence (en supposant qu'il connaisse lui-même l'espèce exacte en question, ce qui est rarement le cas). De la même façon, ces Bolets rudes à chapeau orangé sont également connus sous les noms régionaux populaires, ambigus et vagues, de "Pible", "Pible orange" ou "Pible rouge".

## Description du sporophore
Les bolets sont des champignons dont l'hyménophore, constitué de tubes et terminés par des pores, se sépare facilement de la chair du chapeau. Ce chapeau d'abord rond, recouvert d'une cuticule, devient convexe à mesure qu’il vieillit. Ils ont un pied (stipe) central assez épais et une chair compacte. Les caractéristiques morphologiques de L. albostipitatum sont les suivantes :
Son chapeau mesure de 4 à 20 cm. D'aspect finement feutré, il est de couleur orangé vif puis orangé terne. La cuticule déborde souvent sur les tubes au bord du chapeau.
L'hyménophore présente des tubes blancs puis grisâtres et enfin brun-gris. Les pores sont concolores aux tubes.
Son stipe mesure 6 à 20 cm x 2 à 5 cm. Il est couvert de fines mèches d'abord blanches peu visibles d'aspect floconneux, puis qui se teintent de roux et noircissent au toucher. La base du pied est parfois vert-bleu.
La chair est blanche, devenant rose puis gris mauve et enfin anthracite à la coupe. Sa saveur est douce et son odeur est faible.

### Caractéristiques microscopiques
Ses spores mesurent 16 à 17,5 μm x 4,5 à 5,5 μm, elles sont de forme allongée-fusoïde.

## Galerie

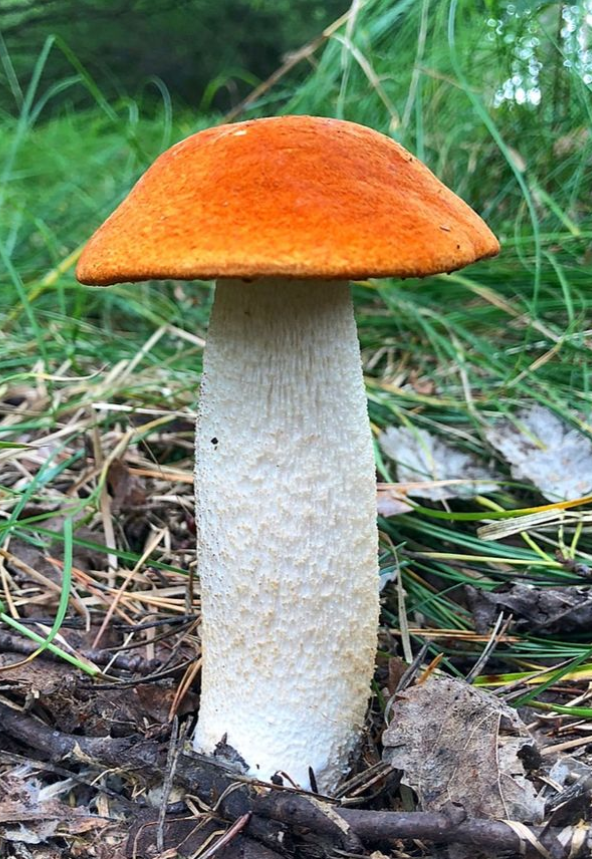
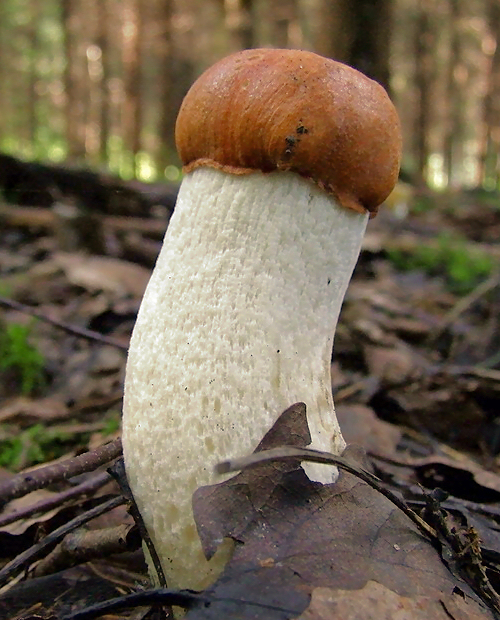
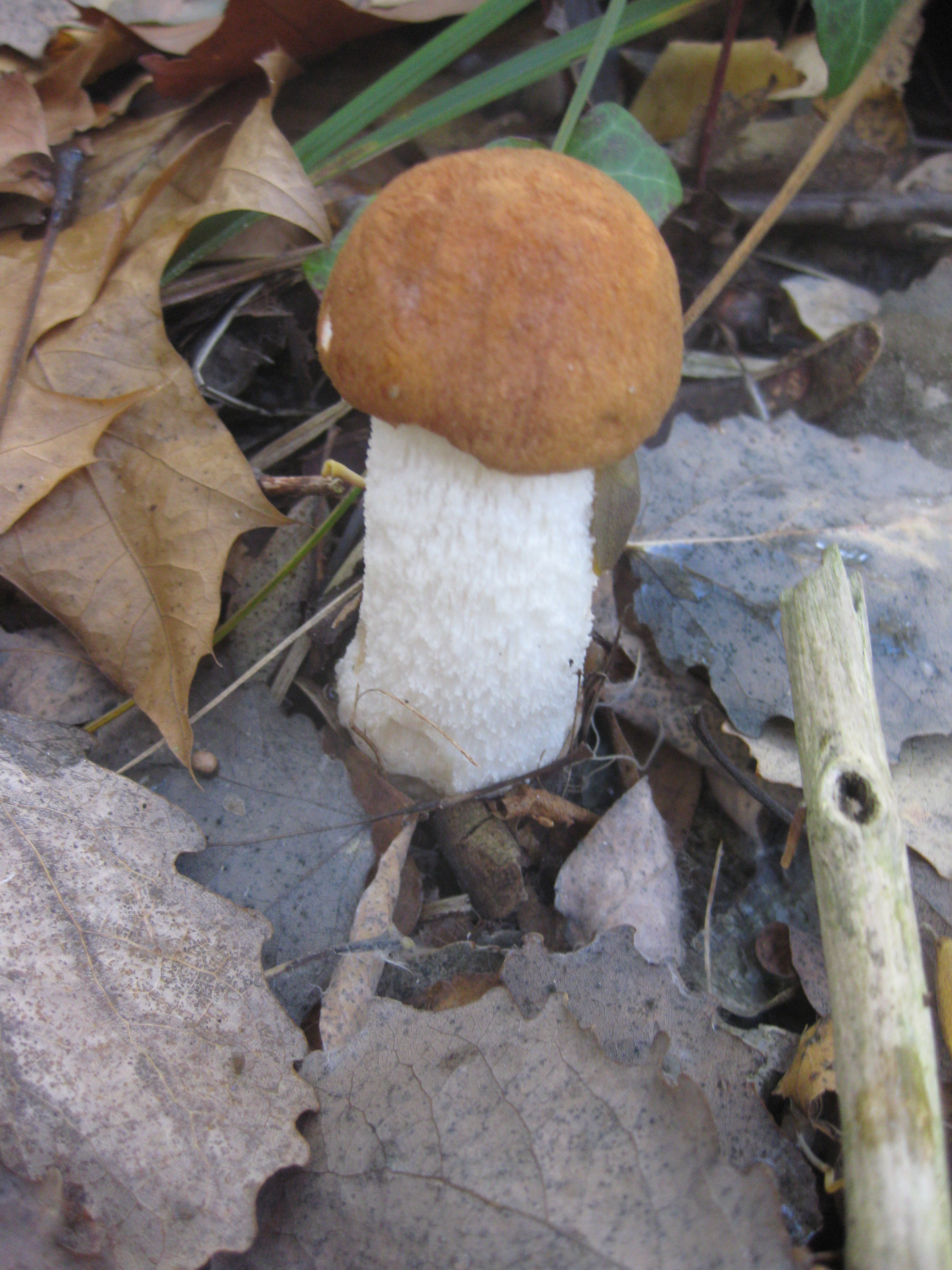
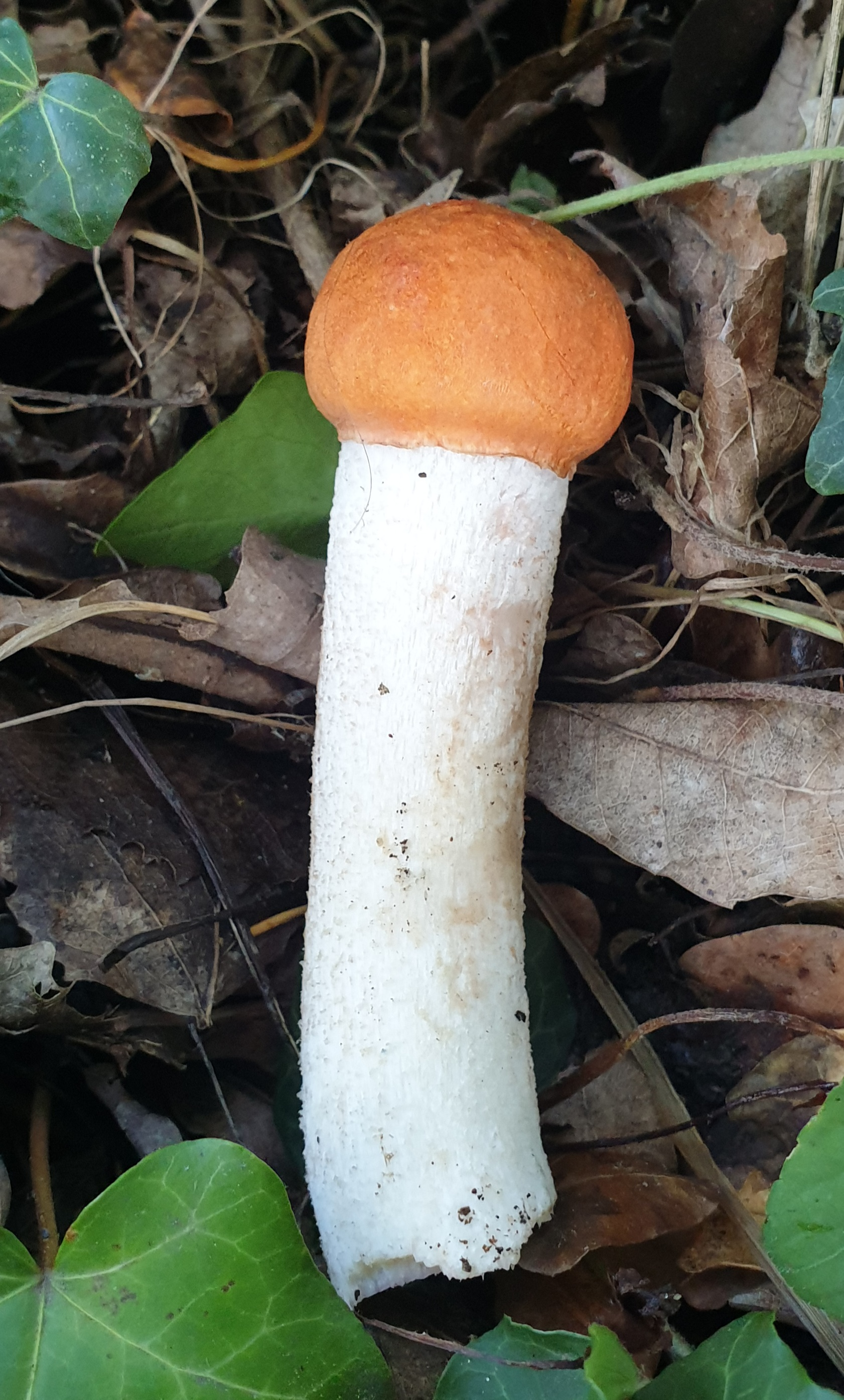
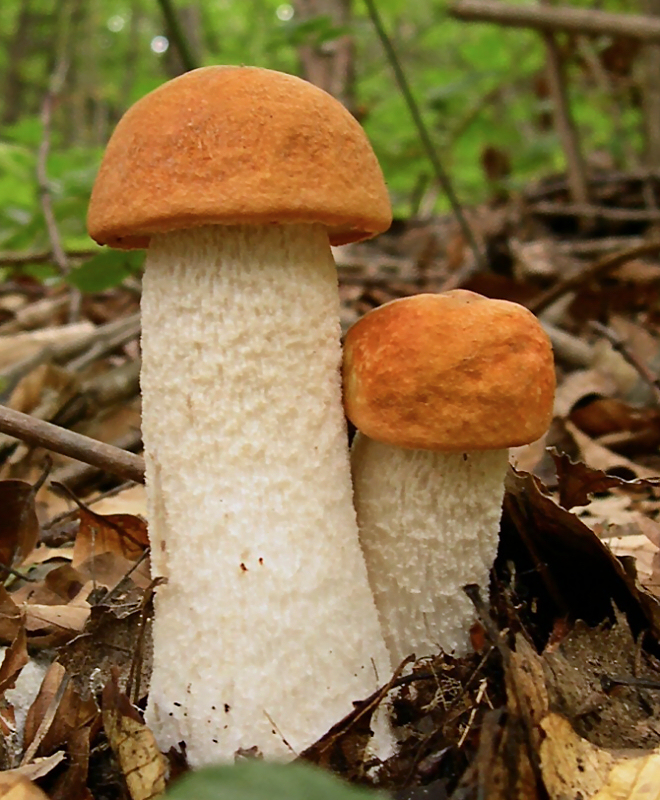
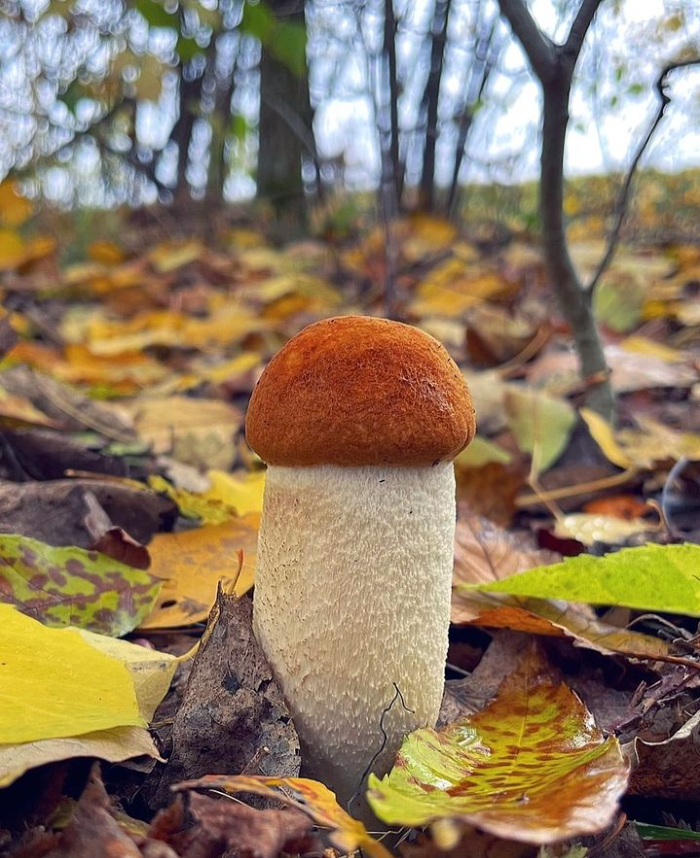
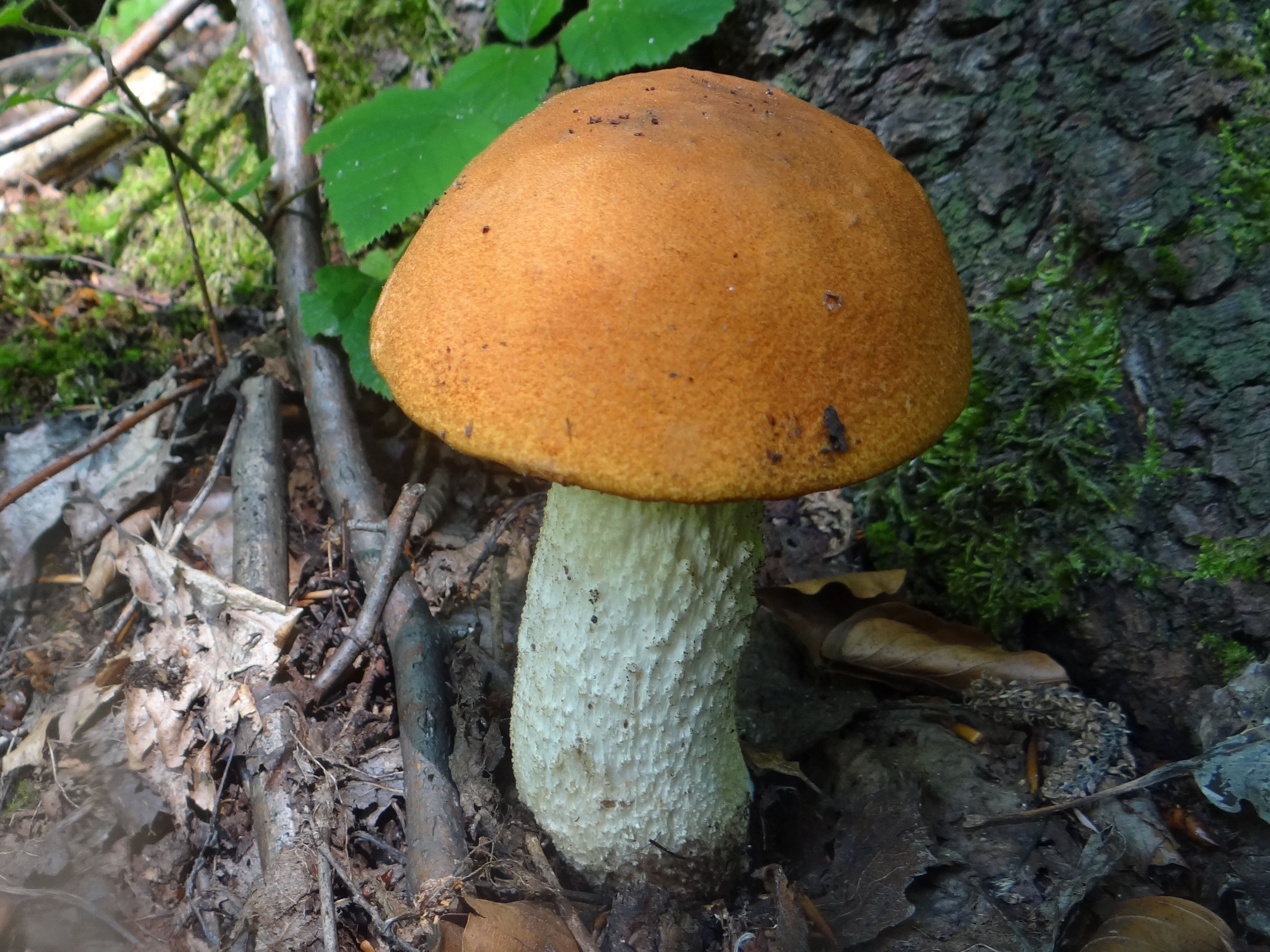
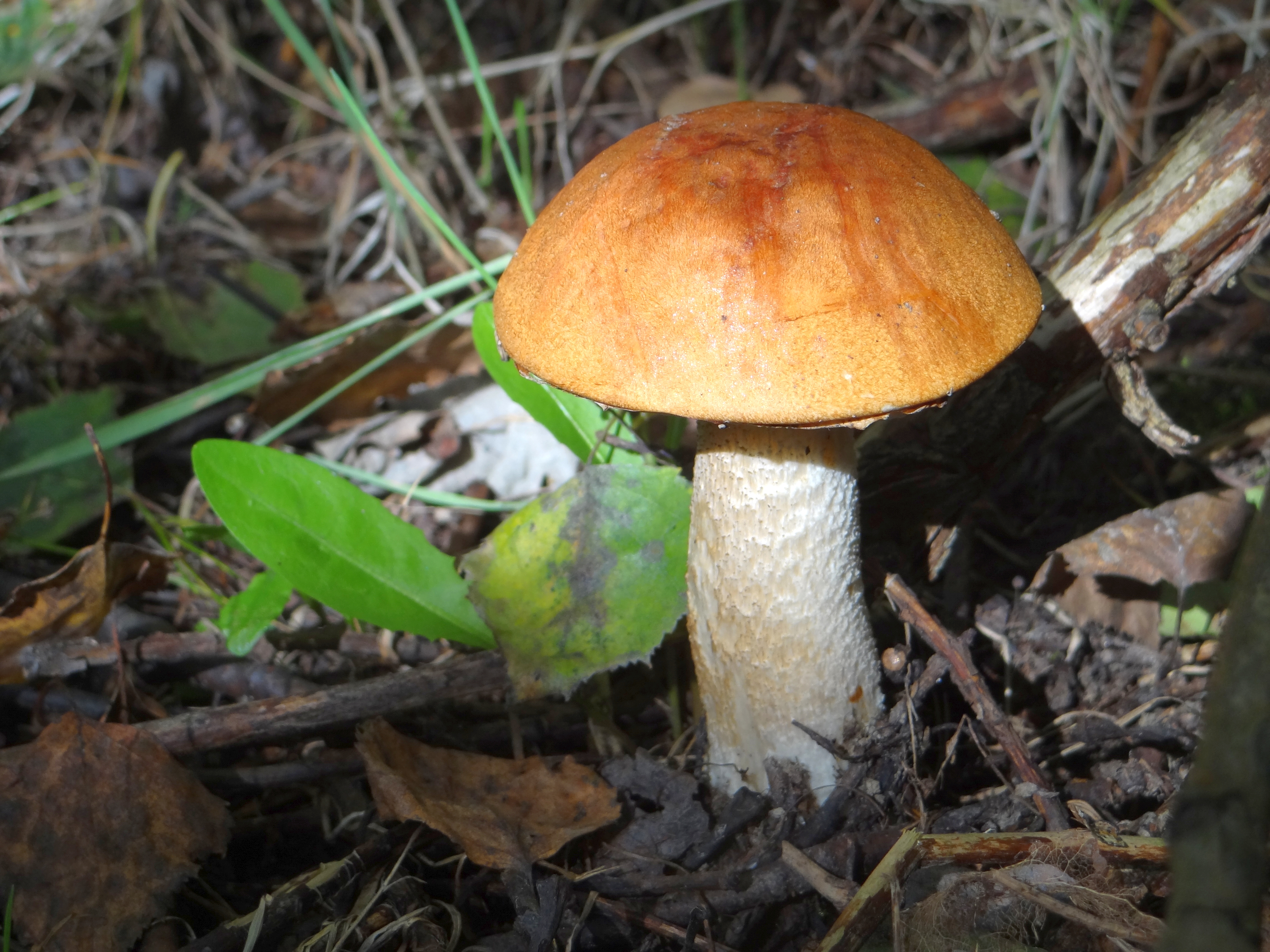
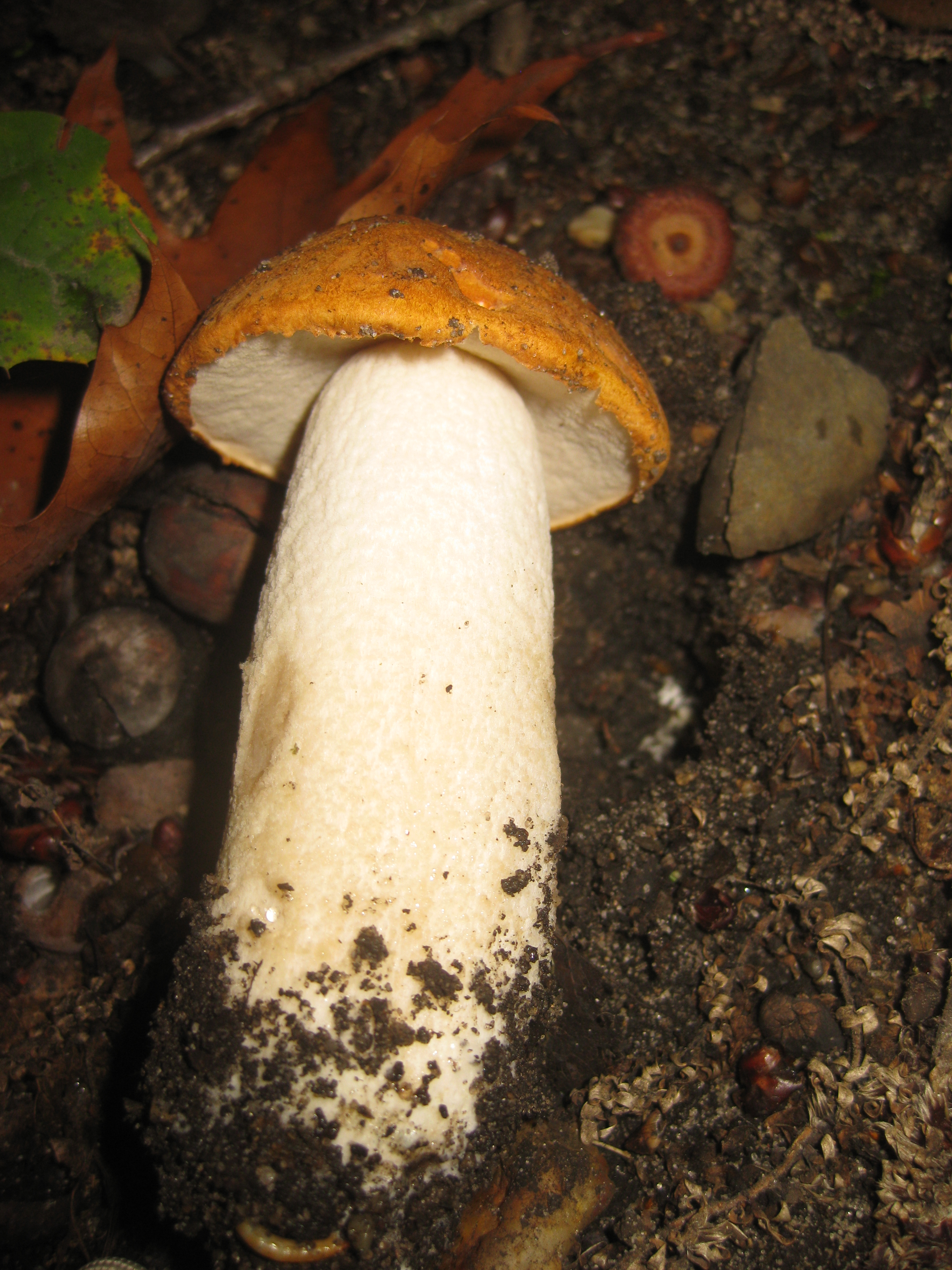
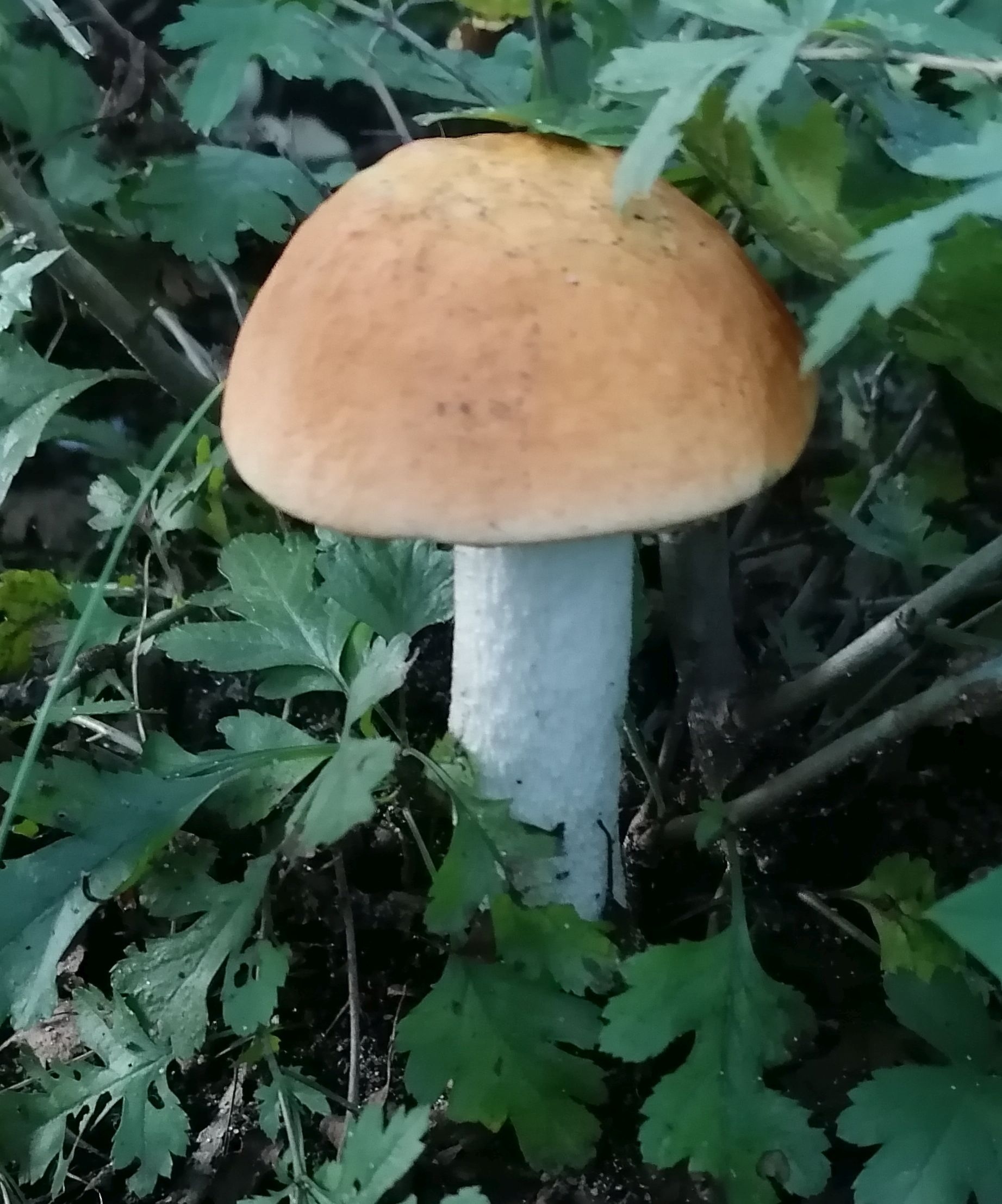
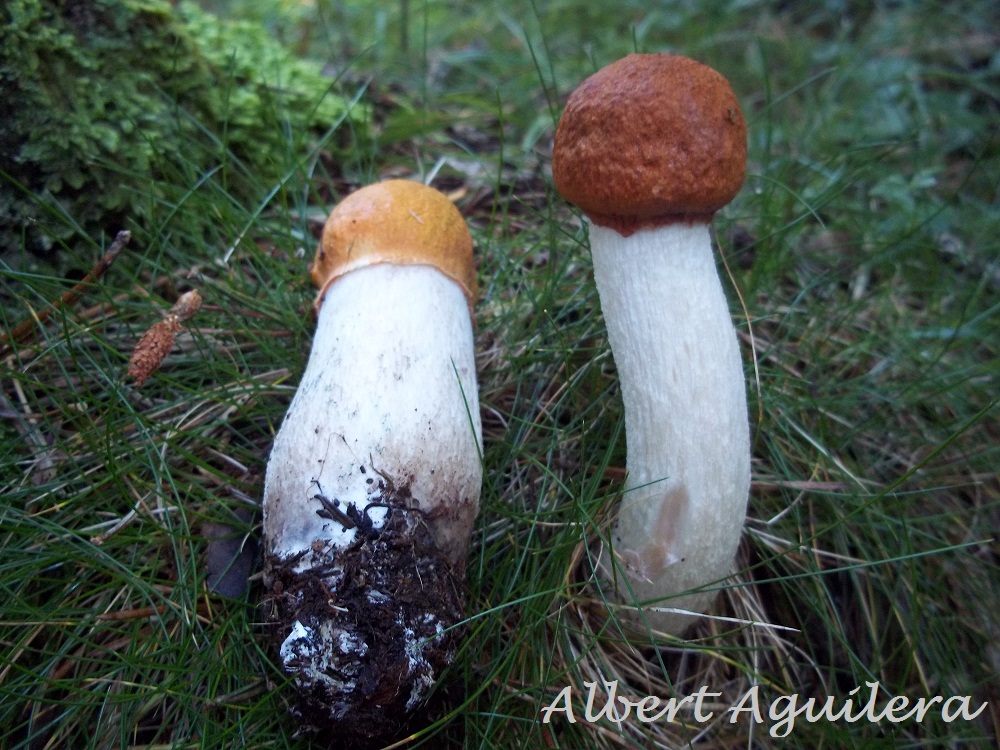
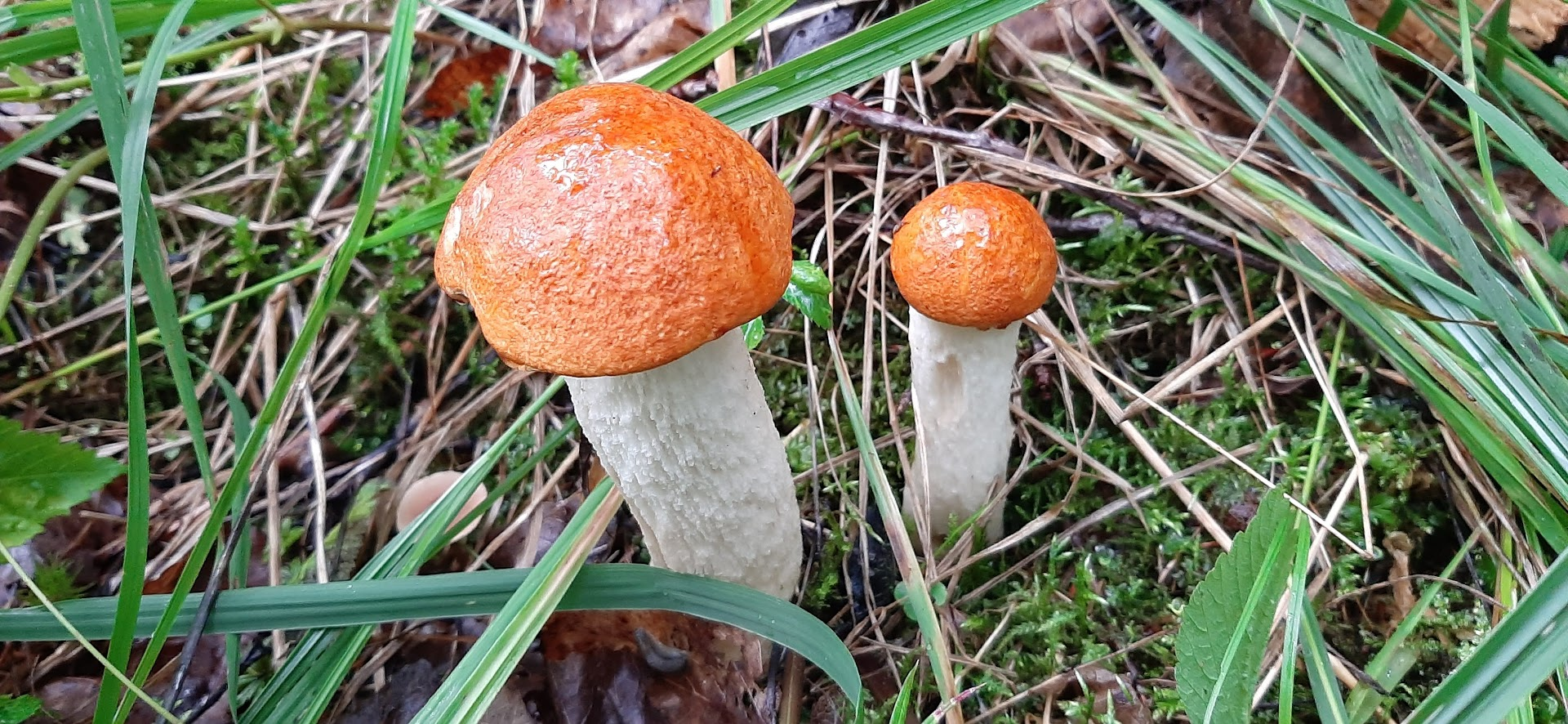
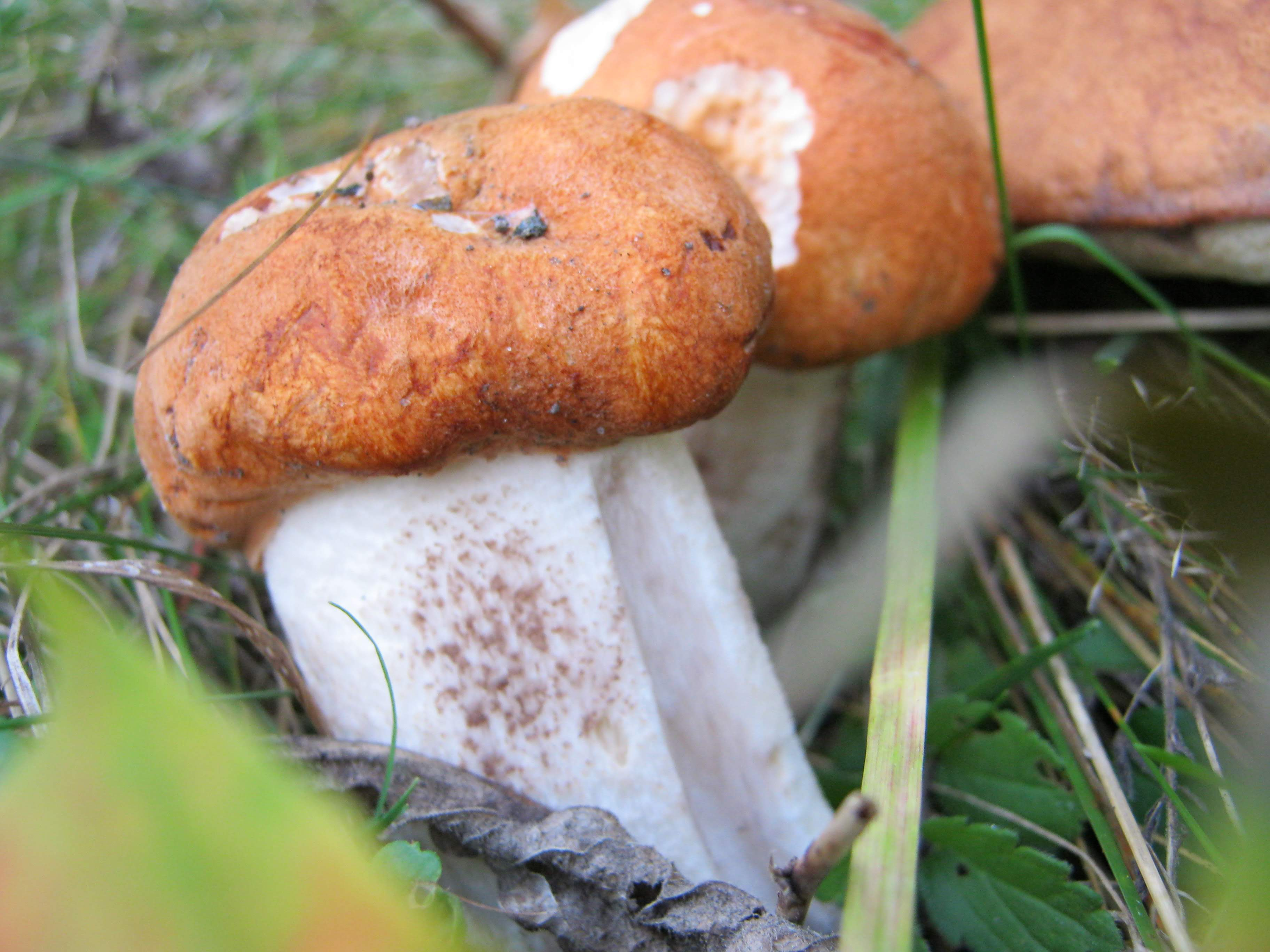

## Habitat et distribution
Il s'agit un champignon ectomycorhizien, venant uniquement sous peupliers, surtout sous peupliers trembles.

## Comestibilité
Le Bolet orangé des peupliers est comestible. Comme toutes les espèces de Leccinum au sens large, son pied fibreux et indigeste esst souvent rejeté. Il est fréquemment recommandé de le cueillir jeune et de ne garder que le chapeau. Les Bolets rudes sont à l'origine de troubles gastro-intestinaux s'ils sont consommés crus ou mal cuits Le Bolet orangé des peupliers et les autres bolets à chapeau orangé sont plus appréciés culinairement que les autres espèces de Bolets rudes, ce sont des comestibles réputés .

## Confusions possibles
- Le Bolet orangé des chênes (Leccinum aurantiacum,)  a un stipe couvert de mèches rousses et vient surtout sous chênes. Comestible réputé.
- Le Bolet orangé des bouleaux (Leccinum versipelle) a un stipe couvert de mèches noires et vient surtout sous bouleaux. Comestible réputé.
- Le Bolet orangé des pins (Leccinum vulpinum) a un stipe couvert de mèches rousses puis noires et viens sous pins. Il est très rare en France, espèce d'Europe centrale. Rare, sans intérêt alimentaire.
- Le Bolet orangé des épicéas (Leccinum piceinum) a un stipe couvert de mèches brunes puis noires brunâtres et vient sous épicéas. Il est très rare en France, espèce d'Europe centrale. Rare, sans intérêt alimentaire.